# Yassine Meriah
Yassine Meriah (2 de julho de 1993) é um futebolista tunisino que joga pelo Çaykur Rizespor.

## Carreira
Foi convocado para defender a Seleção Tunisiana de Futebol na Copa do Mundo de 2018.